# Parlamentswahl in Nordkorea 2019
Die Parlamentswahl in Nordkorea 2019 fand am 10. März 2019 statt. In allgemeiner Direktwahl wurden alle 687 Sitze der Obersten Volksversammlung in der 14. Legislaturperiode für fünf Jahre gewählt. Es war die zweite Wahl seit dem Amtsantritt von Kim Jong-un als „Oberstem Führer“ der Demokratischen Volksrepublik Korea im Dezember 2011.
Wahlen in Nordkorea werden von Beobachtern außerhalb des Landes als Scheinwahlen betrachtet. Zudem verfügen das Parlament, die Oberste Volksversammlung, und sein Präsidium de facto über keine Macht. Die Wahlergebnisse und die konstituierende Sitzung des Parlaments können aber Hinweise auf Veränderungen in der Führung des Landes geben.

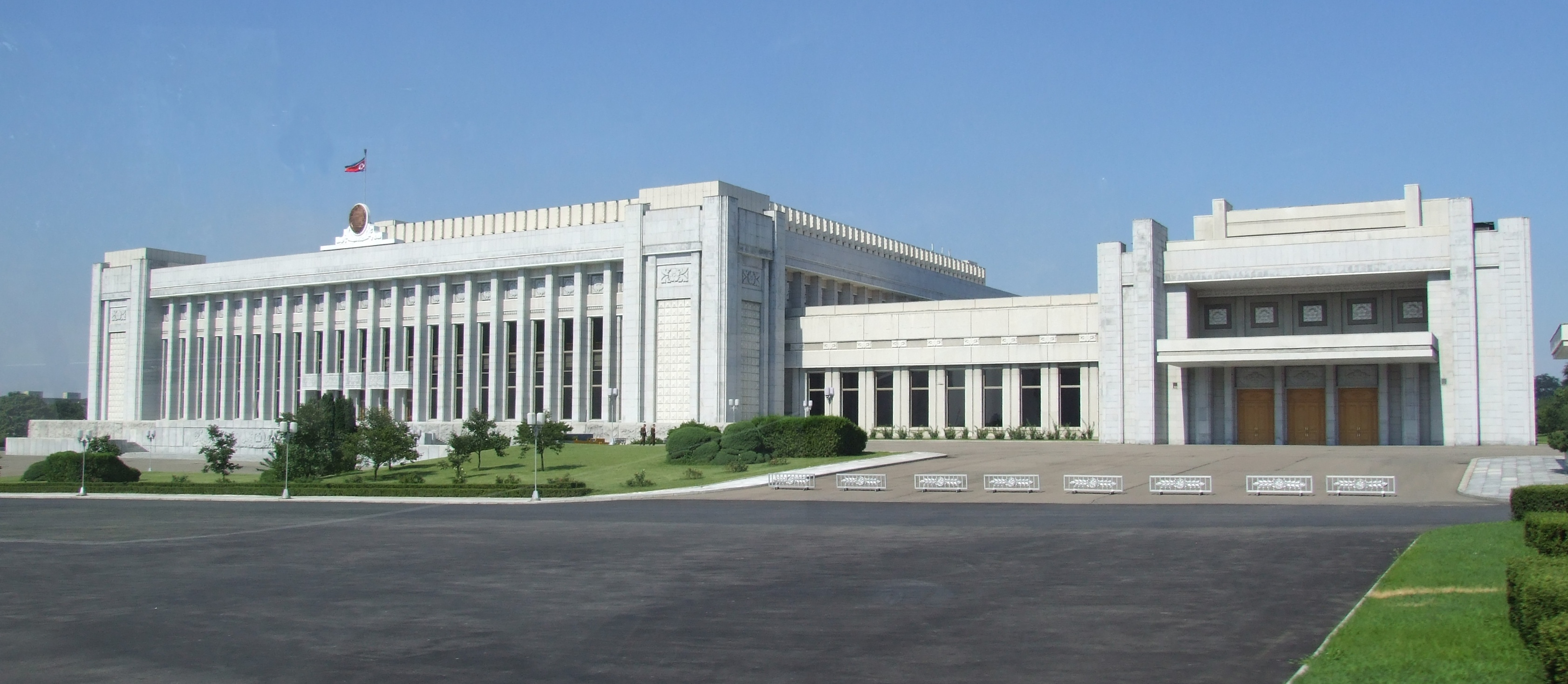
Die Mansudae-Kongresshalle, Sitz der Obersten Volksversammlung

## Ausgangslage
Die vorherige Parlamentswahl im März 2014 war die erste Wahl, die unter dem neuen Führer Kim Jong-un abgehalten wurde. Er ist der Nachfolger seines im Dezember 2011 verstorbenen Vaters Kim Jong-il. Der neue Führer kandidierte zusätzlich zu seinen bisherigen Posten als Erster Sekretär der Partei der Arbeit Koreas, Erster Vorsitzender der Nationalen Verteidigungskommission (2016 in Komitee für Staatsangelegenheiten der DVRK umbenannt), Oberbefehlshaber der Koreanischen Volksarmee und Oberster Führer der Partei der Arbeit Koreas für einen Sitz in der 13. Obersten Volksversammlung. 
Die an der letzten Wahl teilnehmenden Parteien waren die Partei der Arbeit Koreas (PdAK), die Koreanische Sozialdemokratische Partei (KSDP) und die Chondoistische Ch’ŏngu-Partei. Außerdem traten einige parteilose Kandidaten an, nämlich fünf Vertreter des Generalverbands der Koreaner in Japan und drei Vertreter religiöser Vereinigungen. Alle angetretenen Kandidaten gehörten der Demokratischen Front für die Wiedervereinigung des Vaterlandes an. In Nordkorea existieren keine Oppositionsparteien.
Alle zur Wahl stehenden Kandidaten wurden erfolgreich gewählt. Nach Angaben der Zentralen Wahlkommission nahmen 99,97 Prozent der registrierten Wähler an der Wahl teil. Berichten zufolge wurden im Jahr 2014 rund 55 Prozent der amtierenden Parlamentarier erneuert. Zu den hochrangigen Politikern, die wiedergewählt wurden, gehörten ihr Vorsitzender Choe Thae-bok und Vorsitzender des Präsidiums Kim Yong-nam. Der Botschafter in China, Ji Jae-ryong, wurde zusammen mit Kim Jong-un zum ersten Mal in die Oberste Volksversammlung gewählt.
Im April wählte das Parlament Choe Thae-bok erneut zum Vorsitzenden. Es wählte außerdem Pak Pong-ju zum Regierungschef und ernannte Kim Jong-un erneut zum Ersten Vorsitzenden der Nationalen Verteidigungskommission.

## Hintergrund

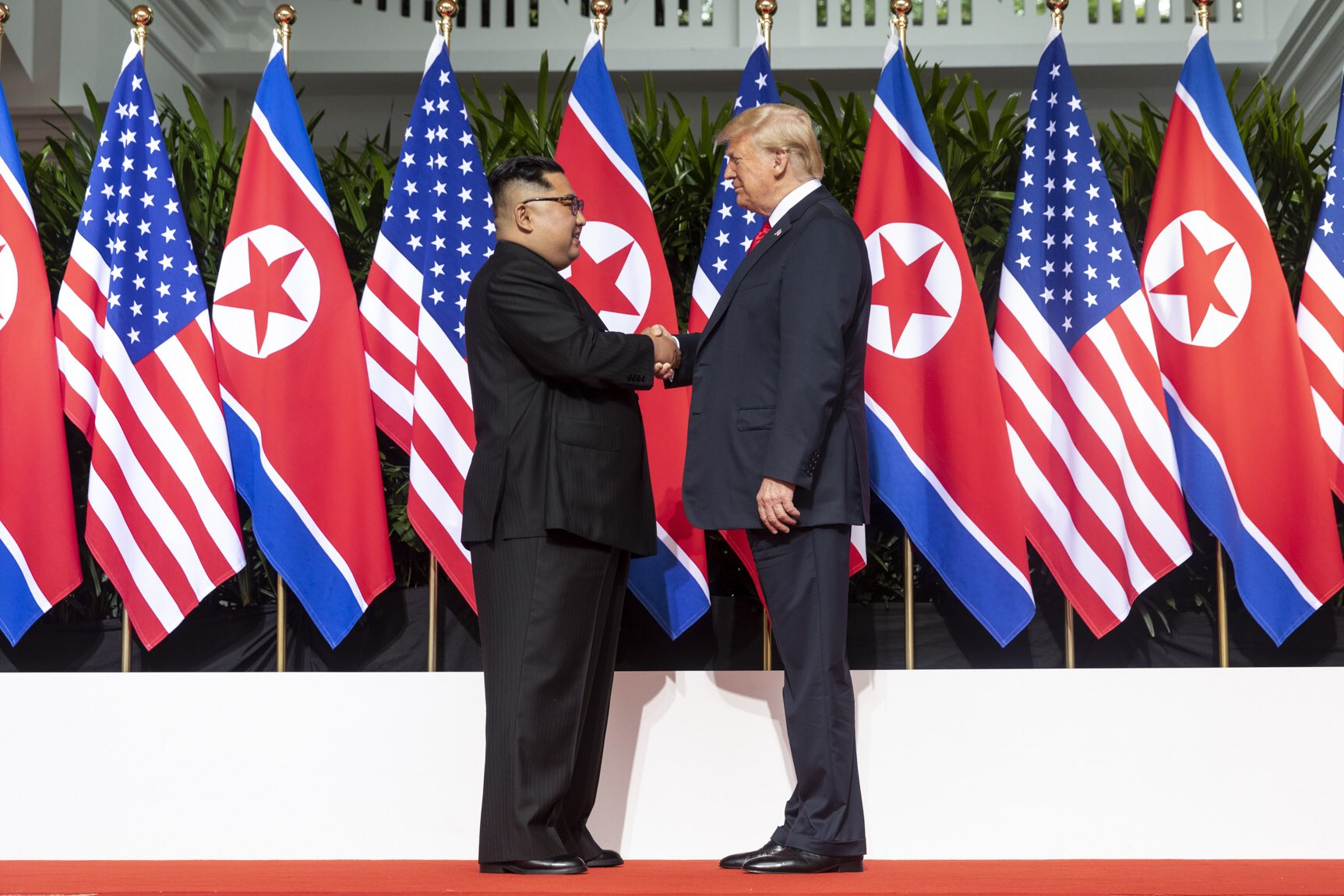
Kim Jong-un und Donald Trump beim Gipfeltreffen in Singapur

Das Jahr 2018 stand im Zeichen der Deeskalation der Spannungen zwischen dem nordkoreanischen Regime und seinen südkoreanischen und US-amerikanischen Feinden. Nordkorea nahm an den Olympischen und Paralympischen Winterspielen 2018 im südkoreanischen Pyeongchang teil. Im April desselben Jahres besuchte Kim Jong-un als erster nordkoreanischer Führer Südkorea. Er und sein südkoreanischer Amtskollege Moon Jae-in erklärten gemeinsam, dass auf der koreanischen Halbinsel „eine neue Ära des Friedens“ anbrechen soll. Im Juni traf Kim Jong-un sich als erster nordkoreanischer Staatschef mit einem amtierenden US-Präsidenten zu einem bilateralen Gipfel. Kim Jong-un und Donald Trump einigten sich in Singapur auf eine Erklärung, in der sich Nordkorea verpflichtet, auf eine vollständige Denuklearisierung der koreanischen Halbinsel hinzuarbeiten.
Das zweite Gipfeltreffen mit Donald Trump Ende Februar 2019 in Hanoi scheiterte; die US-Amerikaner verlangten umfangreichere Schritte zur nuklearen Abrüstung, als Nordkorea zu unternehmen bereit war.

## Vorbereitung

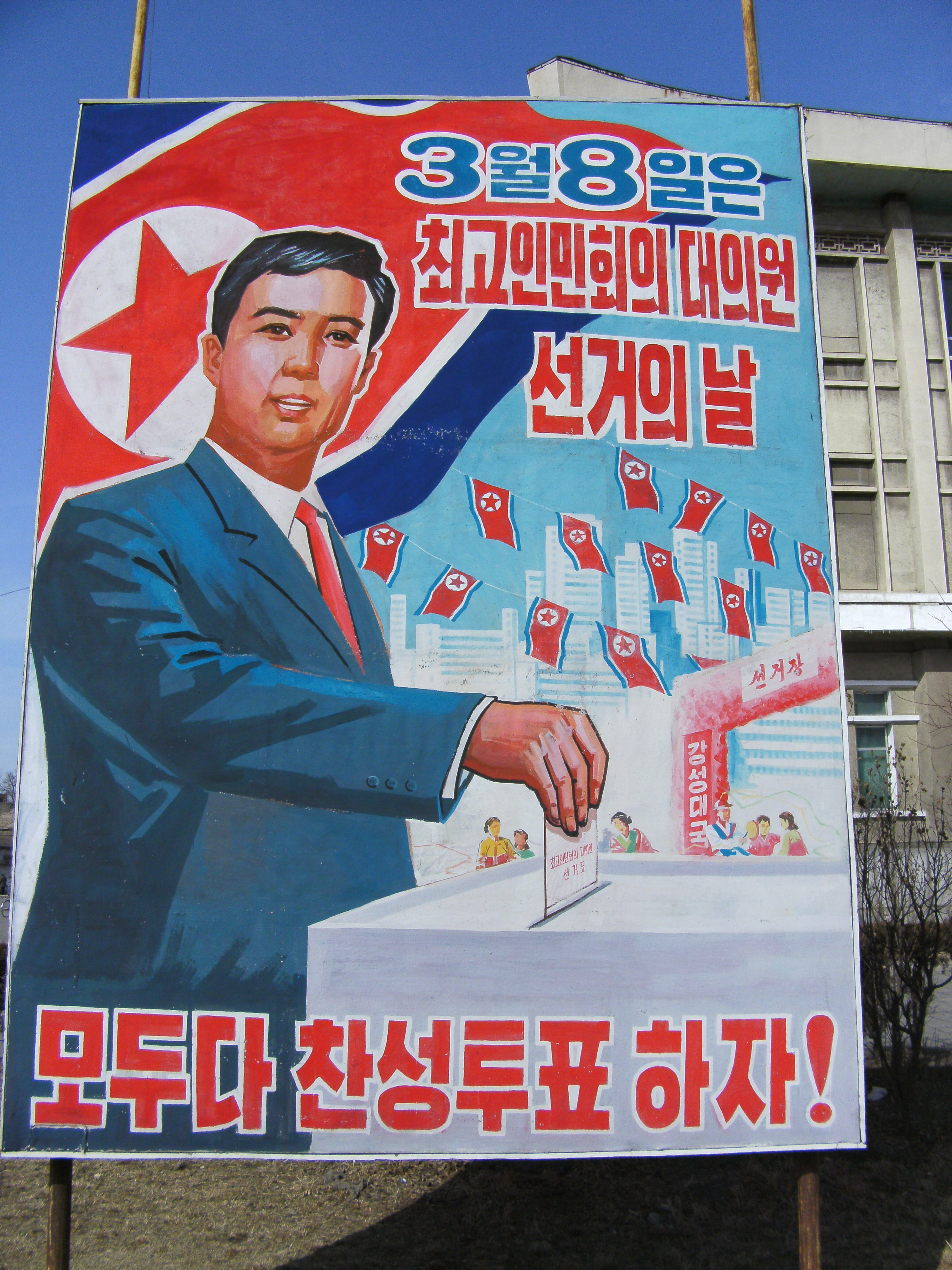
Ein Wahlplakat aus dem Jahr 2009 mit dem Slogan „Lasst uns alle mit Ja abstimmen!“ („모두다 찬성투표 하자!“)

### Wahltermin
Nach Artikel 90 der Verfassung der Demokratischen Volksrepublik Korea finden Neuwahlen vor Ablauf der Legislaturperiode der Obersten Volksversammlung auf Beschluss des Präsidiums der Obersten Volksversammlung statt. Am 8. Januar 2019 hat das Präsidium bekannt gegeben, dass die Wahl am 10. März 2019 stattfinden soll.

### Zentrale Wahlkommission
Das Präsidium der Obersten Volksversammlung ist nach Artikel 116 der Verfassung ebenfalls für die Vorbereitung der Wahl zur Obersten Volksversammlung zuständig. Am 11. Januar 2019 beschloss das Präsidium die Gründung einer zentralen Wahlkommission und deren Zusammensetzung. Die Wahlkommission besteht aus dem Vorsitzenden Yang Hyong-sop, dem stellvertretenden Vorsitzenden Kim Pyong-hae, dem Sekretariatsleiter Jong Yong-guk sowie zehn weiteren Mitgliedern.

### Wahlpropaganda
Am 21. Februar 2019 berichtete die Koreanische Zentrale Nachrichtenagentur (KCNA), dass vom Verlag der Partei der Arbeit Koreas Wahlplakate herausgegeben wurden. Auf den Plakaten finden sich die Slogans „Mit der Macht der in sich vollendeten Geschlossenheit dem Sozialismus unserer Prägung zu weiterem Ansehen verhelfen!“ und „Unsere revolutionäre Macht monolithisch konsolidieren!“
Das Zentralkomitee der Demokratischen Front für die Wiedervereinigung des Vaterlandes veröffentlichte am 25. Februar 2019 einen Aufruf an die gesamte Bevölkerung. In dem Aufruf hieß es, dass die Parlamentswahl „ein politisches Ereignis von großer Bedeutung ist, um die unsterblichen Verdienste von Genossen Kim Il-sung und Kim Jong-il, Gründer und Entwickler der Republik und ewigem Antlitz des sozialistischen Korea, ewig zu glorifizieren und unter der hervorragenden und bewährten Führung vom Vorsitzenden Kim Jong-un, großem Helden und Patrioten, die Volksmacht weiter zu verstärken und eine glänzende Zukunft des wahren volksverbundenen Landes, der sozialistischen Heimat, herbeizuführen.“
In einem Artikel mit der Überschrift „Überlegenes Wahlsystem der DVRK“ bezeichnete die KCNA die Wahl als „eine wichtige Gelegenheit“, „die Solidität und Unbesiegbarkeit des sozialistischen Systems, in dem der Führer, die Partei und die Massen ein harmonisches Ganzes bilden, zu zeigen“.

### Beiträge zur Wahlvorbereitung
Laut einem Bericht der südkoreanischen Internetzeitung Daily NK wurde pro nordkoreanischem Haushalt ein Beitrag zwischen 1500 und 2500 Nordkoreanischer Won erhoben, um die Kosten für die Vorbereitung der Wahllokale zu decken. Einem Nordkoreaner aus der Provinz Hamgyŏng-pukto zufolge durfte Ausländern nichts von diesen Beiträgen gesagt werden.

## Wahlsystem

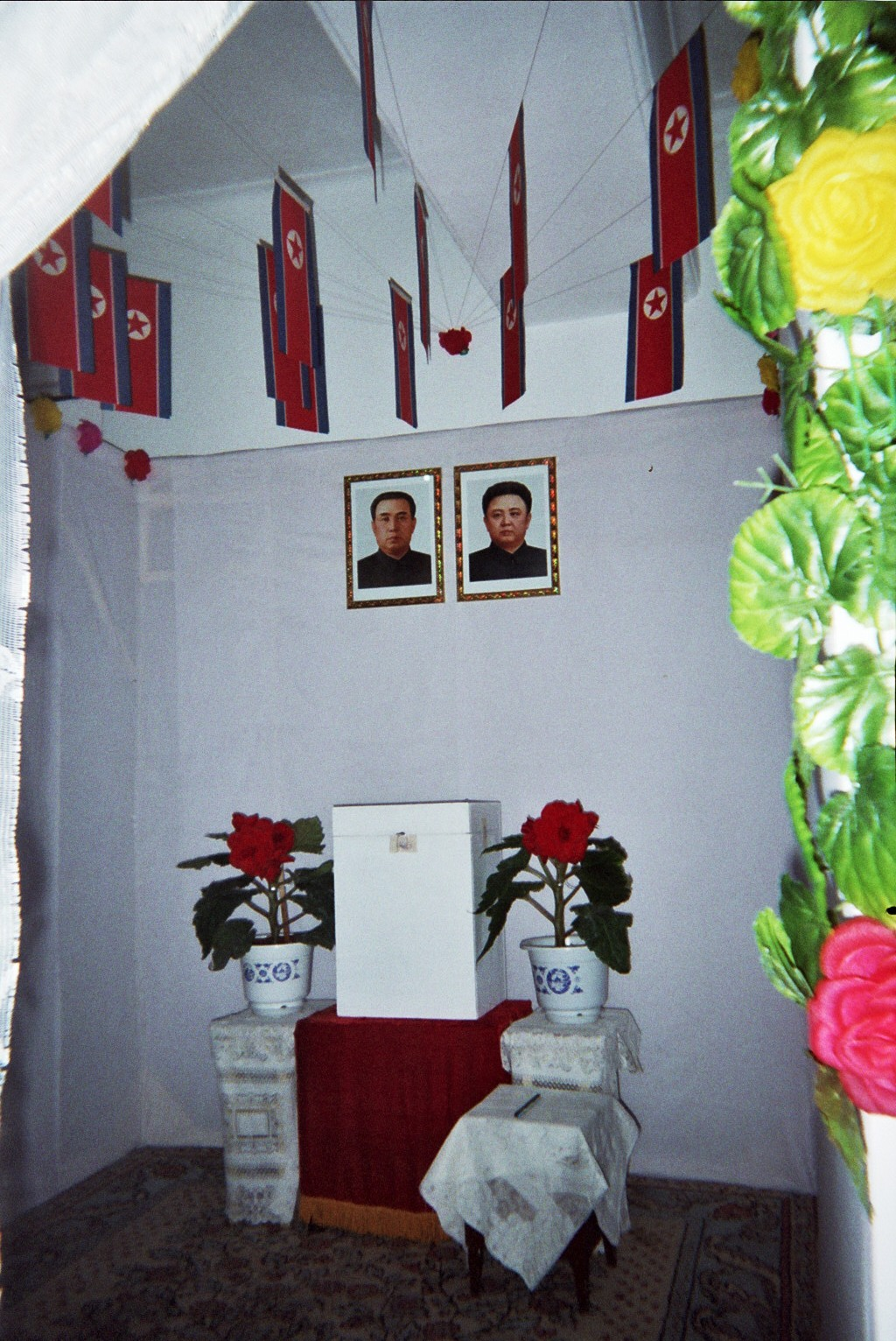
Wahlurne in Nordkorea

Das Einkammerparlament Nordkoreas besteht aus 687 Mitgliedern. Das Land ist in 687 Wahlkreise unterteilt, in denen jeweils direkt ein Abgeordneter gewählt wird. Um als Kandidat in einem Wahlkreis antreten zu können, muss der Kandidat in einer Wählerversammlung von mindestens 100 Wählern nominiert werden und mehr als die Hälfte davon muss seine Kandidatur unterstützen. Von ausländischen Beobachtern wird jedoch angenommen, dass die meisten Kandidaten von Kim Jong-un, der Arbeiterpartei Koreas und dem Militär ausgewählt werden.
Nach dem Wahlgesetz bekommt der Wähler am Wahltag nach Vorlage seines Personalausweises einen Wahlzettel mit dem Namen des Kandidaten. Pro Wahlkreis tritt nur ein Kandidat an. Wähler haben die Möglichkeit, für oder gegen diesen Kandidaten zu stimmen. Wer den Kandidaten unterstützen möchte, muss den Wahlzettel unbeschrieben abgeben. Wer gegen den einzigen für seinen Wahlkreis ausgewählten Kandidaten stimmen möchte, muss den Namen des Kandidaten streichen. Der Kandidat gilt als gewählt, wenn er die absolute Stimmenmehrheit in seinem Wahlkreis erreicht und die Wahlbeteiligung mindestens 50 % beträgt.
Wahlberechtigt sind alle mindestens 17 Jahre alten Nordkoreaner, mit Ausnahme von Personen, denen das Wahlrecht durch Gerichtsurteil aberkannt wurde, und psychisch Erkrankten.

## Scheinwahl
Ausländischen Beobachtern zufolge dienen die Wahlen in erster Linie als Form der Volkszählung und als Mittel für den Staat, die Aufenthaltsorte seiner Bevölkerung und die Flüchtlinge zu überprüfen. Alle wahlberechtigten Nordkoreaner sind de facto verpflichtet, zur Wahl zu gehen und werden im Fall eines Nichterscheinens zu Hause aufgesucht. Bei dieser Praxis erfährt die Regierung oft von Flüchtlingen und vermissten Personen. Laut dem Flüchtling Mina Yoon, die Nordkorea 2011 verlassen hat, gerät ein Nicht-Wähler und seine Familie in Schwierigkeiten, wenn der Staat erfährt, dass man nicht zur Wahl gekommen ist. Zur Wahl zu erscheinen, aber mit „Nein“ abzustimmen und einen Kandidatennamen auf dem Stimmzettel zu streichen, wäre laut Mina Yoon eine „undenkbare Trotzreaktion“. Bei der Wahl werden Nordkoreaner auf ihre Loyalität geprüft – wer den offiziellen Kandidaten nicht unterstützt, werde zu einem „Hauptkandidaten“ für Verlegung in ein Straflager. Das Fernbleiben oder eine abweichende Stimme abzugeben wird als Verrat gewertet.
Laut Nordkorea-Experten dienen die Wahlen außerdem einem ideologischen Zweck. So spricht die nordkoreanische Propaganda gelegentlich davon, wie „gewöhnliche Leute“ zu Abgeordneten gewählt werden können. Der Wahltag wird als ein feierlicher Tag dargestellt, an dem Städte und Dörfer mit bunter Wahlpropaganda und -aufrufen überzogen werden und es Paraden, Musik und viele Blumen auf den Straßen gibt. Viele Frauen tragen traditionelle koreanische Tracht (Chosŏnot). Nach der Stimmabgabe wird von den Nordkoreanern erwartet, dass sie sich den jubelnden Gruppen vor den Wahllokalen anschließen, um ihr Glück darüber auszudrücken, dass sie ihre Stimme für die weise Führung des Landes abgeben konnten. Für die meisten Nordkoreaner dürfte die Parlamentswahl zu den Ritualen gehören, die sie mitmachen müssen, aber kaum hinterfragen.
Beobachtern zufolge dient die Parlamentswahl in Nordkorea auch dazu, die Macht des Staatschefs Kim Jong-un weiter zu festigen und zugleich zu legitimieren.

## Ergebnisse
Alle 687 Kandidaten wurden gewählt. Die Wahlbeteiligung betrug laut der Zentralen Wahlkommission 99,99 Prozent. Bei der letzten Wahl 2014 betrug die Wahlbeteiligung nach offiziellen Angaben 99,97 Prozent.
Um 12 Uhr am Wahltag berichtete die Zentrale Wahlkommission bereits von einer Wahlbeteiligung von 56,76 Prozent, um 15 Uhr lag sie bei 92,35 Prozent. Um 18 Uhr gab die Zentrale Wahlkommission bekannt, dass alle Wähler mit Ausnahme von Wahlberechtigten, die im Ausland oder auf der Hochsee sind, an der Wahl teilgenommen haben.
Kim Jong-un gab im 40. Wahllokal des 10. Wahlkreises an der Technischen Universität Kim Ch’aek seine Stimme für Hong So-hon, den Rektor der Universität, ab.

## Abgeordnete
Am 12. März 2019 wurden die Namen der Abgeordneten der 14. Obersten Volksversammlung von der staatlichen Nachrichtenagentur KCNA veröffentlicht. Kim Jong-un stand dieses Mal nicht auf der Abgeordnetenliste. Es ist das erste Mal in der nordkoreanischen Geschichte, dass der „Oberste Führer“ des Landes nicht kandidiert hat. Nordkorea-Analysten zufolge bedeute seine Abwesenheit von der Liste jedoch keinen schwächenden Einfluss auf die Macht. Vielmehr könne es Teil der fortlaufenden Bemühungen Nordkoreas sein, um als demokratischer Staat mit einer Trennung von Exekutive und Legislative wahrgenommen zu werden.
Kim Yo-jong, die jüngere Schwester des nordkoreanischen Führers, wurde erstmals in die Oberste Volksversammlung gewählt. Auch der Außenminister Ri Yong-ho und seine Stellvertreterin Choe Son-hui gehörten zu den neu gewählten Abgeordneten.